# Jelizaveta Voroncovová
Jelizaveta Romanovna Voroncovová (rusky Елизавета Романовна Воронцова, 13. srpnajul./ 24. srpna 1739greg. – 2. únorajul./ 13. února 1792greg.) byla milenka ruského cara Petra III. Na základě této aféry vznikaly spekulace o tom, že se Petr chtěl rozvést se svou manželkou Kateřinou (budoucí carevnou), aby se oženil s Voroncovou.

## Život
Jelizaveta pocházela z oslavované šlechtické rodiny Voroncovovů, která dosáhla vrcholu své moci v posledních letech vlády carevny Alžběty Petrovny. Strýc Jelizavety, Michail Illarionovič Voroncov, sloužil jako carský kancléř. Její otec Roman Voroncov byl guvernérem provincií Vladimir, Penza, Tambov a Kostroma.
Po smrti matky v roce 1750 se jedenáctiletá Jelizaveta dostala ke dvoru velkokněžny Kateřiny, manželky velkovévody a budoucího cara Petra III. Podle tehdejších zdrojů byla Jelizaveta velmi hrubá - mluvila jako voják, mrkala na všechny očima, zapáchala a během mluvení plivala. Baron de Breteuil ji přirovnával ke služce z kuchyně a velkokněžna Kateřina jí přezdívala „nová Madame de Pompadour“ a později o ní napsala, že je to velmi ošklivé a extrémně drzé dítě. 
Nicméně i přes nepochopení dvora v ní Petr našel silné zalíbení přezdíval jí „moje Romanovna“ (tedy svým příjmením). Když se v lednu roku 1762 stal Jelizavetin milenec carem, nechal jí v nově vybudovaném Zimním paláci vybudovat vlastní komnaty. Jelizaveta doprovázela Petra na všech jeho výpravách a cestách, zahraniční diplomaté tak nabyli dojmu, že se car chystá svou ženu poslat do kláštera a oženit se s Jelizavetou. Podle některých názorů to byl hlavní důvod palácového převratu, zosnovaný Kateřinou společně s Jelizavetinou sestrou, kněžnou Jekatěrinou Daškovovou, a v červenci 1762 tak zbavili Petra vlády. Dne 17. července 1762, osm dní po převratu, car Petr III. zemřel. Podezření, zda měla na jeho smrti podíl i Kateřina, se nikdy věrohodně nepotvrdilo.
Ve svých pozdějších pamětech Kateřina na svou rivalku nijak neútočila. V dopise z června roku 1762 se ale zmínila, že Jelizaveta ji plánuje přesunout do kláštera, aby si mohla jejího manžela vzít a ukrást jí tak trůn. Přestože Jelizaveta plánovala spolu se svým milencem odejít do exilu v Holštýnsku, odkud pocházel, jeho náhlá smrt tyto plány překazila.
Carevna Kateřina nakonec Jelizavetu provdala za plukovníka Alexandra Poljanského z ne příliš bohatého rodu a přikázala jim odstěhovat se na venkov, kde Jelizaveta strávila poslední dny svého života v bídě a nemocná. Její bratři Alexandr a Semjon naopak měli úspěšnou kariéru v oblasti carské diplomacie.

## V kultuře
Ve filmu The Scarlet Empress z roku 1934 ztvárnila Jelizavetu herečka Ruthelma Stevens.